# Анрі Конан-Бедьє
Еме Анрі Конан-Бедьє (фр. Aimé Henri Konan Bédié; 5 травня 1934 — 1 серпня 2023) — івуарійський політик, другий президент Кот-д'Івуару.

## Кар'єра
Навчався у Франції. Після здобуття його країною незалежності 1960 року став першим послом Кот-д'Івуару у Сполучених Штатах Америки та Канаді, а від 1966 до 1977 року обіймав посаду міністра економіки та фінансів. Очолюючи міністерство, Конан-Бедьє став першим головою спільного комітету з розвитку МВФ і Світового банку (1974—1976). Від 1978 до 1980 року був спеціальним радником Міжнародної фінансової корпорації Світового банку.
1980 року був обраний до лав Національних зборів Кот-д'Івуару, й у грудні того ж року його обрали головою парламенту, переобирався на ту посаду 1985 і 1990 року.
Як чинний голова Національних зборів став президентом після смерті Фелікса Уфуе-Буаньї, першого голови незалежного Кот-д'Івуару, спадкоємцем якого вважався задовго до того. 1995 року виборов перемогу на виборах, здобувши 96,44 % голосів виборців, майже всі інші кандидати бойкотували вибори.
За свого президентства Конан-Бедьє заохочував національну стабільність, але був звинувачений у політичних репресіях та зростанні корупції. Однією з вимог військовиків, які повстали 23 грудня 1999 року, було звільнення членів партії «Об'єднання республіканців». 24 грудня 1999 року президентом став лідер військового перевороту Робер Геї. Після перевороту Конан-Бедьє втік на французьку військову базу, а 26 грудня вертольотом залишив Кот-д'Івуар і разом з членами родини вирушив до Того. Після прибуття до аеропорту Ломе його привітав президент Того Гнассінгбе Еядема.
Конан-Бедьє брав участь у президентських виборах 2010 року, посівши третє місце, хоча первинно він лідирував з результатом близько 42 %. Пізніше він підтримував Алассана Уаттару, який у 1990-их роках був його політичним конкурентом.
У листопаді 2021 року наприкінці симпозіуму PDCI його політична партія Анрі Конан Бедьє зобов'язався призначити спеціального радника, який відповідав би за примирення. Його вибір припав на Ноеля Акоссі Бенджо, колишнього мера Плато і віце-президента партії.